# کریستیان تیله‌مان
کریستیان تیله‌مان (به آلمانی: Christian Thielemann) (زادهٔ ۱ آوریل ۱۹۵۹، برلین غربی) رهبر ارکستر و کارگردان موسیقی اپرا اهل آلمان است. او رهبر ارکستر درسدن و همچنین رهبر ارکستر جشنوارهٔ عید پاک زالتسبورگ است.
تیله‌مان موفق به دریافت نشان افتخار شایستگی جمهوری فدرال آلمان نیز شده‌است. وی عضو افتخاری آکادمی سلطنتی موسیقی (لندن) است.
او دوره‌های نوازندگی ویولا و پیانو را گذرانده‌است. همچنین، مدتی دستیار هربرت فون کارایان بوده‌است.
تیله‌مان آثار فراوانی از آهنگسازان نامدار جهان را رهبری کرده‌است. او، طی قراردادی با شرکت سونی میوزیک، در سال ۲۰۱۲ مجموعهٔ سمفونی‌های بتهوون را در ارکستر فیلارمونیک وین رهبری کرد.